# Lista över vapenrullor
Detta är en förteckning över vapenrullor. 

## Historiska vapenrullor
- Aachener Wappenrolle (9 juni 1198)
- Gelre Armorial (ca 1370-1414)
- Mathaeus Parisiensis (1244)
- Glover's Roll (efter 1258)
- Tournoi de Cambrai (1269)
- Johann Siebmachers Wappenbuch (1605)

## Aktiva vapenrullor
- Deutsche Wappenrolle (sedan 1922)
- Skandinavisk vapenrulla (sedan 1963)